# Resolutie 1231 Veiligheidsraad Verenigde Naties
Resolutie 1231 van de Veiligheidsraad van de Verenigde Naties werd unaniem door de VN-Veiligheidsraad aangenomen op 11 maart 1999.

## Achtergrond
In Sierra Leone waren al jarenlang etnische spanningen tussen verschillende bevolkingsgroepen. In 1978 werd het een eenpartijstaat met een regering die gekenmerkt werd door corruptie en wanbeheer van onder meer de belangrijke diamantmijnen. Intussen was in buurland Liberia al een bloedige burgeroorlog aan de gang, en in 1991 braken ook in Sierra Leone vijandelijkheden uit. In de volgende jaren kwamen twee junta's aan de macht, waarvan vooral de laatste een schrikbewind voerde. Zij werden eind 1998 met behulp van buitenlandse troepen verjaagd, maar begonnen begin 1999 een bloedige terreurcampagne. Pas in 2002 legden ze de wapens neer.

## Inhoud

### Waarnemingen
De Veiligheidsraad:
- Herinnert aan de resoluties 1181 en 1220.
- Bezorgd om de fragiele situatie in Sierra Leone.
- Bevestigt de soevereiniteit, onafhankelijkheid en territoriale integriteit van Sierra Leone.
- Overwoog het vijfde rapport van de secretaris-generaal over UNOMSIL en neemt nota van zijn aanbevelingen.

### Handelingen
Het mandaat van de UNOMSIL-waarnemers werd verlengd tot 13 juni. De secretaris-generaal was van plan de missie opnieuw in te zetten in (de hoofdstad) Freetown en het aantal waarnemers op te trekken.
De Veiligheidsraad veroordeelde de wreedheden van de rebellen tegen de bevolking, en vooral tegen vrouwen en kinderen. Ze betreurde ook alle mensenrechtenschendingen tijdens de recente escalatie van het geweld, waaronder de rekrutering van kinderen als soldaten.
Men was erg bezorgd over de steun die die rebellen kregen, zoals wapens en huurlingen; in het bijzonder uit (buurland) Liberia. Liberia en Sierra Leone lieten weten hier iets aan te doen. Intussen gold ook nog steeds het opgelegde wapenembargo.

## Verwante resoluties
- Resolutie 1181 Veiligheidsraad Verenigde Naties (1998)
- Resolutie 1220 Veiligheidsraad Verenigde Naties
- Resolutie 1245 Veiligheidsraad Verenigde Naties
- Resolutie 1260 Veiligheidsraad Verenigde Naties

Lijst ·  1220 ·  1221 ·  1222 ·  1223 ·  1224 ·  1225 ·  1226 ·  1227 ·  1228 ·  1229 ·  1230 ·  1231 ·  1232 ·  1233 ·  1234 ·  1235 ·  1236 ·  1237 ·  1238 ·  1239 ·  1240 ·  1241 ·  1242 ·  1243 ·  1244 ·  1245 ·  1246 ·  1247 ·  1248 ·  1249 ·  1250 ·  1251 ·  1252 ·  1253 ·  1254 ·  1255 ·  1256 ·  1257 ·  1258 ·  1259 ·  1260 ·  1261 ·  1262 ·  1263 ·  1264 ·  1265 ·  1266 ·  1267 ·  1268 ·  1269 ·  1270 ·  1271 ·  1272 ·  1273 ·  1274 ·  1275 ·  1276 ·  1277 ·  1278 ·  1279 ·  1280 ·  1281 ·  1282 ·  1283 ·  1284